# Global Footprint Network
| x ≤ -9 -9 < x ≤ -8 -8 < x ≤ -7 -7 < x ≤ -6 -6 < x ≤ -5 | -5 < x ≤ -4 -4 < x ≤ -3 -3 < x ≤ -2 -2 < x ≤ -1 -1 < x < 0 | 0 ≤ x < 2 2 ≤ x < 4 4 ≤ x < 6 6 ≤ x < 8 8 ≤ x Дані недоступні |

Національний екологічний надлишок або дефіцит, виміряний як біоємність країни на людину (у глобальних гектарах) мінус її екологічний слід на людину (також у глобальних гектарах). Дані за 2013 рік.

Global Footprint Network — незалежний аналітичний центр заснований у 2003 році. Спочатку він був розсташований у Сполучених Штатах, Бельгії та Швейцарії. Ця благодійна некомерційна організація в кожній із цих трьох країн мала на меті розробку та популяризацію інструментів для підвищення стійкості, включаючи екологічний слід і біоємність, які вимірюють кількість ресурсів: скільки ми використовуємо, і скільки у нас є. Цими інструментами можна було би встановлювати екологічні обмеження у центрах прийняття рішень.

## Робота
Наразі мета Global Footprint Network — створення майбутнього, де всі люди зможуть жити добре на одній планеті Земля. Штаб-квартира організації знаходиться в Окленді, штат Каліфорнія. Мережа об’єднує понад 70 організацій-партнерів, у тому числі Всесвітній фонд дикої природи, ICLEI, Банк J. Safra Sarasin Ltd, Група Пікте, Фонд нової економіки, Pronatura México та Екологічна агенція Абу-Дабі.

### Оцінки національного екологічного сліду та біоємност
Щороку Global Footprint Network випускає нове видання своїх національних оцінок екологічного сліду та біоємності, які розраховують екологічний слід та біоємність понад 200 країн і територій з 1961 року до сьогодні на основі до 15 000 точок даних для кожної країни на рік. Ці дані були використані для впливу на політику в більш ніж десяти країнаї, включаючи Еквадор, Францію, Німеччину, Японію, Корею, Філіппіни, Росію, Швейцарію й ОАЕ. З 2019 року оцінеи екологічного сліду та біоємності створюються у співпраці між Global Footprint Network, Йоркським університетом та Фондом даних екологічного сліду.
Видання Оцінок національного екологічного сліду та біоємності за 2022 рік охоплює дані за 1961-2018 роки (останні доступні для ООН) і містить інформацію від Продовольчої та сільськогосподарської організації ООН, бази даних ООН "Comtrade", Міжнародного енергетичного агентства та понад 20 інших джерел.

### Дослідник екологічного сліду
У квітні 2017 року Global Footprint Network запустила Ecological Footprint Explorer, платформу відкритих даних для національних рахунків екологічного сліду. Веб-сайт надає дані сліду для понад 200 країн і територій і заохочує дослідників, аналітиків й осіб, які приймають рішення, візуалізувати та завантажувати дані.

## День виснаження ресурсів Землі
День екологічного боргу – це день, коли людство вичерпує бюджет природи на рік. Решту року суспільство живе в екологічному кредиті, скорочуючи запаси місцевих ресурсів і накопичуючи вуглекислий газ в атмосфері. Перший День виходу за межі ресурсів відбувся 19 грудня 1987 року У 2014 році День виходу за межі Землі був 19 серпня День виходу за межі Землі в 2015 році був 13 серпня і 8 серпня в 2016 році У 2017 році день екологічного боргу припав на 2 серпня, а в 2020 році – на 22 серпня. У 2022 році день настав 22 липня

## Заснування
У 2003 році Матіс Вакернагель, доктор філософії, та Сьюзен Бернс заснували Global Footprint Network — міжнародний аналітичний центр зі штаб-квартирою в Окленді, Каліфорнія, з офісами в Женеві та Брюсселі. В грудні 2007 року Вакернагель отримав ступінь почесного доктора Бернського університету в Швейцарії.

## Лідери
- Співзасновник і президент: доктор Матіс Вакернагель
- Співзасновник: Сьюзен Бернс
- Головний виконавчий директор: Laurel Hanscom
- Головний науковий співробітник: доктор Девід Лін
- Директор з маркетингу та комунікацій: Аманда Діп
- Директор за регіонами Середземномор’я та Близького Сходу: д-р Алессандро Галлі
- Голова ради: Кейт Таффлі
- Почесний голова: швейцарський підприємець та інвестор Андре Хоффман

## Нагороди та відзнаки
- World Sustainability Award 2018[16]
- Премія Міжнародної асоціації з оцінки впливу на навколишнє середовище Global Environment Award 2015
- Національна премія RECYCLAPOLIS Sustainability Award 2015
- Учасники Залу слави сталого розвитку ISSP Сьюзен Бернс і Матіс Вакернагель 2014
- Prix Nature Swisscanto 2013
- Global Footprint Network була визнана однією зі 100 найкращих неурядових організацій у світі за версією Global Journal у 2012 та 2013 роках[17][18]
- Премія «Блакитна планета» 2012[19]
- Премія Боулдінга 2012[20]
- Binding Prize 2012[21]

## Дивись також
- Екологічний слід
- Вантажопідйомність
- Демографія
- Людське перенаселення
- Сталий розвиток

## Псилання
- Global Footprint Network official website
- Global Footprint Network's Ecological Footprint Explorer
- Earth Overshoot Day official website